# Slatteryrapporten
Slatteryrapporten, officielt Problemet med Alaska Udvikling (The Problem of Alaskan Development), blev produceret af USAs Department of the Interior under indenrigsminister Harold L. Ickes i 1939-1940. Den blev opkaldt efter sekretæren for indenrigsministeren Harry A. Slattery. Rapporten, der behandlede Alaskas udvikling gennem indvandring, omfattede et forslag om at flytte europæiske flygtninge, især jøder fra Nazi-Tyskland og Østrig, til fire steder i Alaska, herunder Baranof Island og Mat-Su Valley. Skagway, Petersburg og Seward var de eneste byer, der godkendte forslaget.

## Rapporten
I november 1938, to uger efter Krystalnatten, foreslog Ickes at tilbyde Alaska som et "fristed for jødiske flygtninge fra Tyskland og andre områder i Europa hvor jøderne er udsat for undertrykkelse".  Dette ville omgå normale indvandringskvoter, fordi Alaska endnu ikke var blevet en stat.
Den sommer havde Ickes besøgt Alaska og var mødtes med lokale embedsmænd for at diskutere forbedring af den lokale økonomi og styrkelse af sikkerheden i et område, der blev betragtet som sårbart overfor angreb fra Japan. Ickes tænkte, at europæiske jøder kunne være løsningen.

## Reaktion
Planen vandt en smule støtte fra ledere blandt amerikanske jøder, med undtagelse af den amerikanske jødiske zionistorganisation Ameinu.  Rabbi Stephen Wise, præsident for den Amerikanske Jødiske Kongres, udtalte, at vedtagelsen af Alaska-forslaget ville give "et forkert og skadeligt indtryk ... at jøder overtager en del af landet til afvikling."
Nogle ikke-jødiske amerikanere gik også imod forslaget, idet de hældede til anti-jødisk retorik og frygten for socialismen, der almindeligvis blev anset for at være forbundet med europæiske jødiske befolkninger.
Planen fik et alvorligt slag, da Franklin Roosevelt fortalte Ickes, at han insisterede på at begrænse antallet af flygtninge til 10.000 om året i fem år og med den yderligere begrænsning, at jøder ikke udgjorde mere end 10% af flygtningene. Roosevelt nævnte aldrig Alaskaforslaget offentligt, og uden hans støtte døde planen.

## Fiktion
Det yiddische politiforbund er en roman fra 2007 af den amerikanske forfatter Michael Chabon.